# Корінь Степан Іванович
Степан Іванович Корінь (30 липня 1914, с. Дунаїв, нині — Перемишлянського району Львівської області — 13 квітня 2007, м. Мельбурн, Австралія) — видатний український хоровий диригент, педагог.

## Життєпис
Степан Корінь народився 30 липня 1914 року, в селі Дунаєві (тепер — Перемишлянського району, на Львівщині), у родині службовця пана Івана Коріня. 1915 року, разом із батьками, перебрався до Заліщиків, де на постійно оселилася їхня родина. По закінченню Заліщицької семирічної народної школи, у 1928 році, Степан Корінь вступив до державної учительської семінарії в Заліщиках, після закінчення якої, 1931 року, отримав диплом учителя. Однак, ще під час навчання в семінарії його улюбленим предметом стала музика, він гарно співав та грав на скрипці, допомагав своїм вчителям у розучуванні голосових партій хору.
Від 1935 року Степан Корінь навчався на музичних студіях у Державній музичній консерваторії, у Варшаві, які закінчив 1938 року, ставши дипломованим хоровим диригентом, але, незважаючи на це, продовжив навчання на іншому факультеті — оркестрової (симфонічної) диригентури. Під час навчання Степан Іванович виявив себе членом філармонійного хору, як також провідним учасником хорової капели під керівництвом видатного польського композитора, хорового диригента, педагога й діяча тамтешнього музичного товариства, професора Станіслава Казуро.
Під час другої світової війни Степан Корінь працював коментатором фільмової студії та диригентом церковного хору отців Василіян, а по її закінченню керував студентським хором «Січ» в австрійському місті Граці.
У травні 1945 року, у західнонімецькому місті Крессброн, що тоді перебувало у французькій окупаційній зоні, Степан Корінь організував разом зі своїми земляками, уродженцями Заліщиків — доктором Мирославом-Володимиром Гнатюком, видатним співаком, членом ОУН, професійним лікарем, солістом хору «Кобза» та його старшим братом інженером Богданом-Тарасом Гнатюком відомого хору «Чайка». Мирослав-Володимир Гнатюк, протягом усього часу існування хору у Західній Німеччині, був головою Управи, тодішній мішаний склад колективу налічував 26 осіб, акомпаніатором хору був уродженець села Кутківці (тепер у складі Тернополя), інженер Мирослав Болюх. «Чайківчани» брали постійну участь у всіх традиційних українських імпрезах та святкуваннях осередків української діаспори, а також об'їздили з самостійними концертами більші міста та містечка французької зони окупації Німеччини. До речі, цей мистецький колектив виступав у Західній Німеччині аж до виїзду Степана Коріня до Австралії, а братів Гнатюків — до Північної Америки.
Від 1951 року Степан Іванович Корінь був керівником та диригентом мішаного хору «Чайка», але вже у Мельбурні, був мистецьким керівником вокальних квартетів (складових ансамблів хору «Чайка»): жіночого колективу «Коралі» та чоловічого «Акорд», а також мішаного октету й басового квартету, лише від 1970 року хор став виключно чоловічим.
До репертуару хору «Чайка» диригент Степан Корінь включив відомі українські народні пісні, жартівливі та історичні, побутові й ліричні. Пізніше ним було зосереджено увагу на вивченні поважного репертуару, таких, як хор з опери «Катерина» Миколи Аркаса, «Туман хвилями лягає…» з опери «Утоплена», кантата «Поет живе в серцях свого народу», і «Веснянки» — всі авторства Миколи Лисенка, кантата «Б'ють пороги…» Григорія Давидовського та багатьох інших. До найновішої частини репертуару маестро С. Корінь включив не досить відомі тодішній еміграції пісні українських композиторів з материкової України, таких, як Платон Майборода, Анатолій Кос-Анатольський, Євген Козак, Борис Лятошинський, Віталій Кирейко, Григорій Верьовка, Ігор Шамо, Степан Сабодаш, Авенір Коломиєць, Юдіф Рожавська та інші. Хор «Чайка» під керівництвом Степана Кореня у 1962 році, брав участь у постановці опери «Катерина» спільно з театром імені Миколи Лисенка у Мельбурні.
Під керівництвом свого мистецького керівника Степана Кореня хор «Чайка» постійно підвищував свій фаховий рівень та мав значну популярність з-поміж української та іноземної публіки. Крім самостійних концертів, було організовано численні виступи на внутрішніх національних та релігійних імпрезах, в австралійських державних святкуваннях, благодійних концертах. 1965 року хор «Чайка» відзначив 20-ліття від часу заснування та 20-ліття мистецької праці свого керівника Степана Івановича Кореня величним ювілейним концертом.
Хор «Чайка» провів сотні виступів у Мельбурні, мав концерти у великих та менших містах Австралії перед українською й багатонаціональною аудиторією, що зробило хор під керівництвом Степана Кореня репрезентативним і популярним носієм української культури на чужині. 1953 року хор вже випустив свої перші платівки, пізніше їх випущено ще п'ять. Виступом у Сіднеї 1962 року хор «Чайка» започаткував так званий міжстейтовий обмін мистецькими силами. У 1963 році хор було відзнято для фільму «Українці в Австралії», кінопостановником якого виявився уродженець села Теляче, Підгаєцького району, Петро Антонович Кардаш, який свого часу видавав молодіжний журнал «Промінь», професійно займався постановкою фільмів, зокрема, серед яких, побіч вище згаданого «Українці в Австралії», є повнометражний фільм «Церкви народу». У 1966 році хор «Чайка», разом із квартетом «Коралі», виступив на австралійському телебаченні, у програмі під назвою «Українська сюїта».
9 жовтня 1985 року хор «Чайка» саме під керівництвом Степана Кореня виступив в приміщенні Організації Об'єднаних Націй у Нью-Йорку з нагоди 40-літнього ювілею з дня її заснування, вперше українською мовою, за що отримав у нагороду блакитний прапор ООН. Загалом, від 20 вересня до 13 жовтня 1985 року хор «Чайка», керований диригентом С. Коренем, виступив з концертними програмами у багатьох містах Північної Америки, зокрема, в Едмонтоні, Вінніпезі, Чикаго, Торонто, Лос-Анджелесі та інших.
У грудні 1991 року, одразу після проведення всеукраїнського референдуму на підтримку Незалежності України, керований паном Степаном хоровий колектив «Чайка» започаткував збірку фондів на підтримку Посольства України в Австралії, а вже наступного року, на запрошення представників української влади з Заліщиків Степан Корінь взяв участь у відзначенні 100-ліття від дня народження Михайла-Ореста Гайворонського, видатного композитора, музиканта, диригента, педагога, скрипаля, критика й громадського діяча, підхорунжого, організатора духового оркестру Січових стрільців, інспектора (візитатора) військових оркестрів Української Галицької Армії (УГА), головного капельмейстера Армії УНР. 1992 року С. Корінь диригував чоловічою хоровою капелою «Гомін» у своєму родинному місті Заліщики, яка майстерно виконала відомі твори Михайла Гайворонського. Пізніше, у 1994 році, хор «Чайка» під керівництвом Степан Івановича Кореня брав активну участь у відзначенні 45-ліття поселення української громади у штаті Вікторія, 110-ї річниці Українського світового жіночого руху та 45-ліття заснування Союзу Українок Австралії.
Напередодні відзначення 50-ліття хору 1995 року до чоловічого хору було долучено й жіночий склад, здебільшого, з колишніх членів «Чайки». Відтак, відновилися хори — мішаний і жіночий, де налічувалося загалом 41 особа. Завершальний ювілейний концерт відбувся у Мельбурні, 10 грудня 1995 року.
З нагоди ювілею хору «Чайка» земляки Степана Кореня з Заліщиків відзначили цю дату у себе спеціальним концертом, а у жовтні 1995 року, на 9-й Подільській історико-краєзнавчій конференції, у Кам'янці Подільському, науковці Василь та Ганна Олійники, подали докладну доповідь «Диригент Степан Корінь», а краєзнавчий музей міста Заліщики влаштував експозицію про хор «Чайка». Вітальні грамоти для хору і диригента надійшли від тодішнього Міністерства культури, від Заліщицької райдержадміністрації та від колег зі заліщицької капели «Гомін».
Степан Іванович Корінь пішов у засвіти 13 квітня 2007 року. Похований на українській ділянці цвинтаря Фокнер, що у Мельбурні. 1 березня 2014 року не стало і його дружини Галини Корінь, з дому Глуховерів.

## Нагороди
У 1954—1995 роках хор «Чайка» та його незмінний керівник Степан Корінь отримали 27 різних грамот та відзначень, серед них, 11 — від Української Громади Вікторії, п'ять — від Союзу Українських Організацій в Австралії.